# 白朗寧M1919中型機槍
白朗寧M1919（M1919 Browning machine gun），俗稱，是由約翰·白朗寧在一戰後設計的機槍，主要是把水冷式M1917改為氣冷式，採用.30-06春田步槍彈。該槍曾被美國和英國等多個國家作中型機槍、同軸武器及航空機槍等用途。M1919在二戰及韓戰期間被廣泛使用，二戰期間推出改良版M1919A4，後來美軍再把M1919A4加上兩腳架、提把和槍托變成M1919A6輕機槍，但與其他輕機槍相比仍然顯得笨重，因為全槍不計彈鏈已重達14.7公斤，故在1950年代後期被M60通用機槍所取代。然而在部份北約成員國及其他國家中則服役至60—70年代，甚至至今仍有使用。

## 衍生型

### AN/M2航空機槍

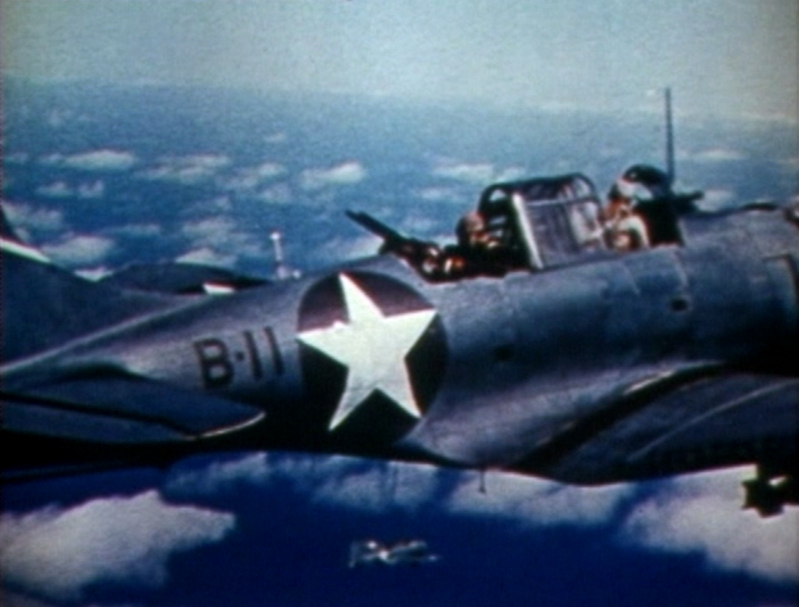
美國SBD無畏式俯衝轟炸機的後部防衛機槍是兩挺AN/M2 .30航空機槍

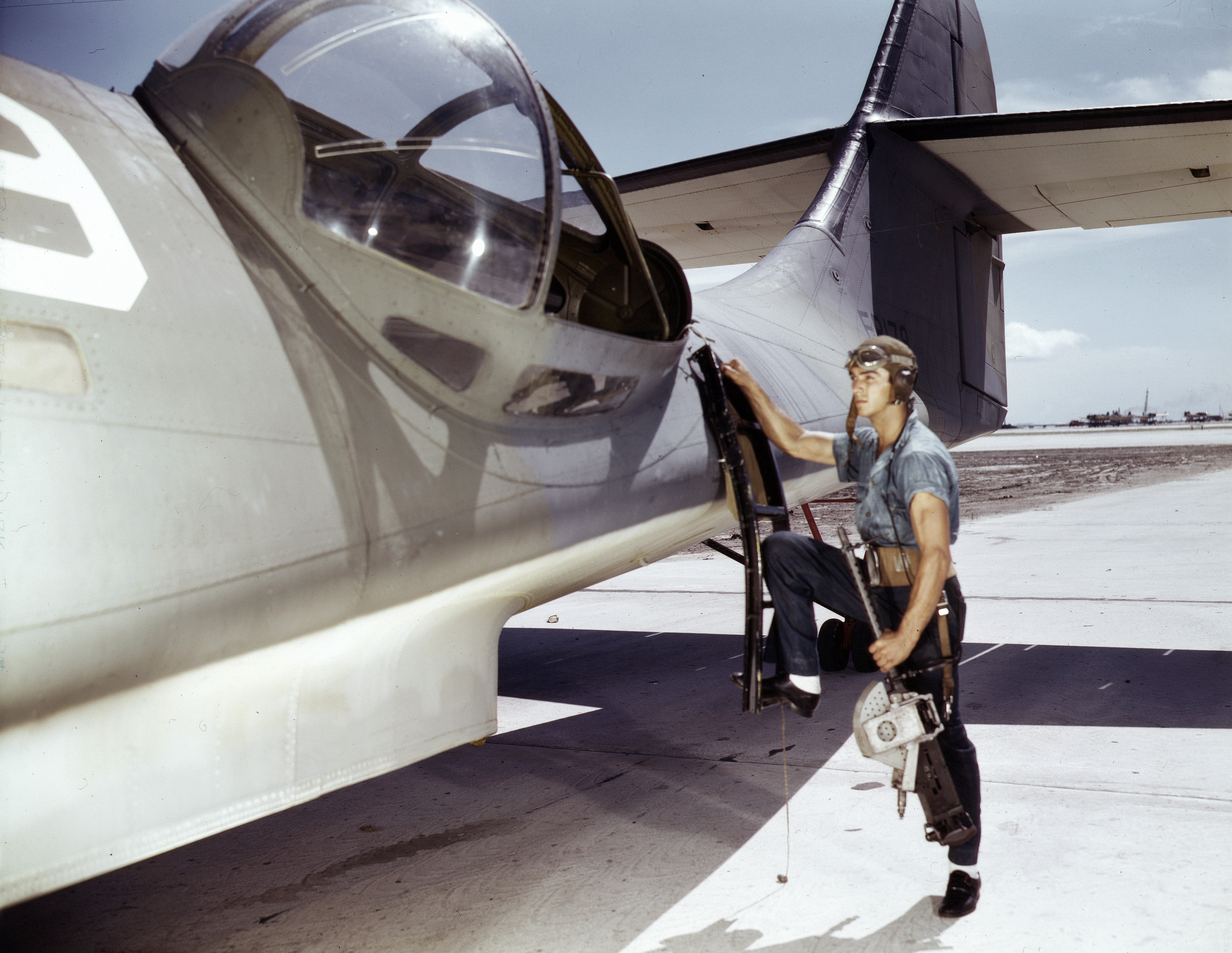
美國海軍科博斯剋里斯蒂海軍航空站的一名航空機械士正準備將一挺AN/M2 .30航空機槍裝進PBY飛行艇的後部防衛機槍塔

白朗寧研製了一種特別的M1919A4航空機槍衍生型，美軍將其命名為AN/M2，這種航空機槍使用.30-06春田步槍彈，同時槍管和供彈機壁也變得更薄以降低重量。為了不與白朗寧M2重機槍的航空機槍衍生型（也被稱為AN/M2，型號全名Browning Machine Gun, Cal. .50, M2, Aircraft）發生混淆，AN/M2 .30航空機槍的型號全名為Browning Machine Gun, Cal. .30, M2, Aircraft。在第二次世界大戰初期的美國戰機上大量採用AN/M2 .30航空機槍。但隨著戰爭的發展，使用.30口徑子彈的武器越來越多地被作為訓練用，因此隨後被12.7毫米口徑的M2重機槍輕型槍管型所取代。另外柯爾特公司還生產了一種AN/M2 .30航空機槍的民用型，以MG40的名稱投入民間市場。

### 白朗寧.303 MkII航空機槍

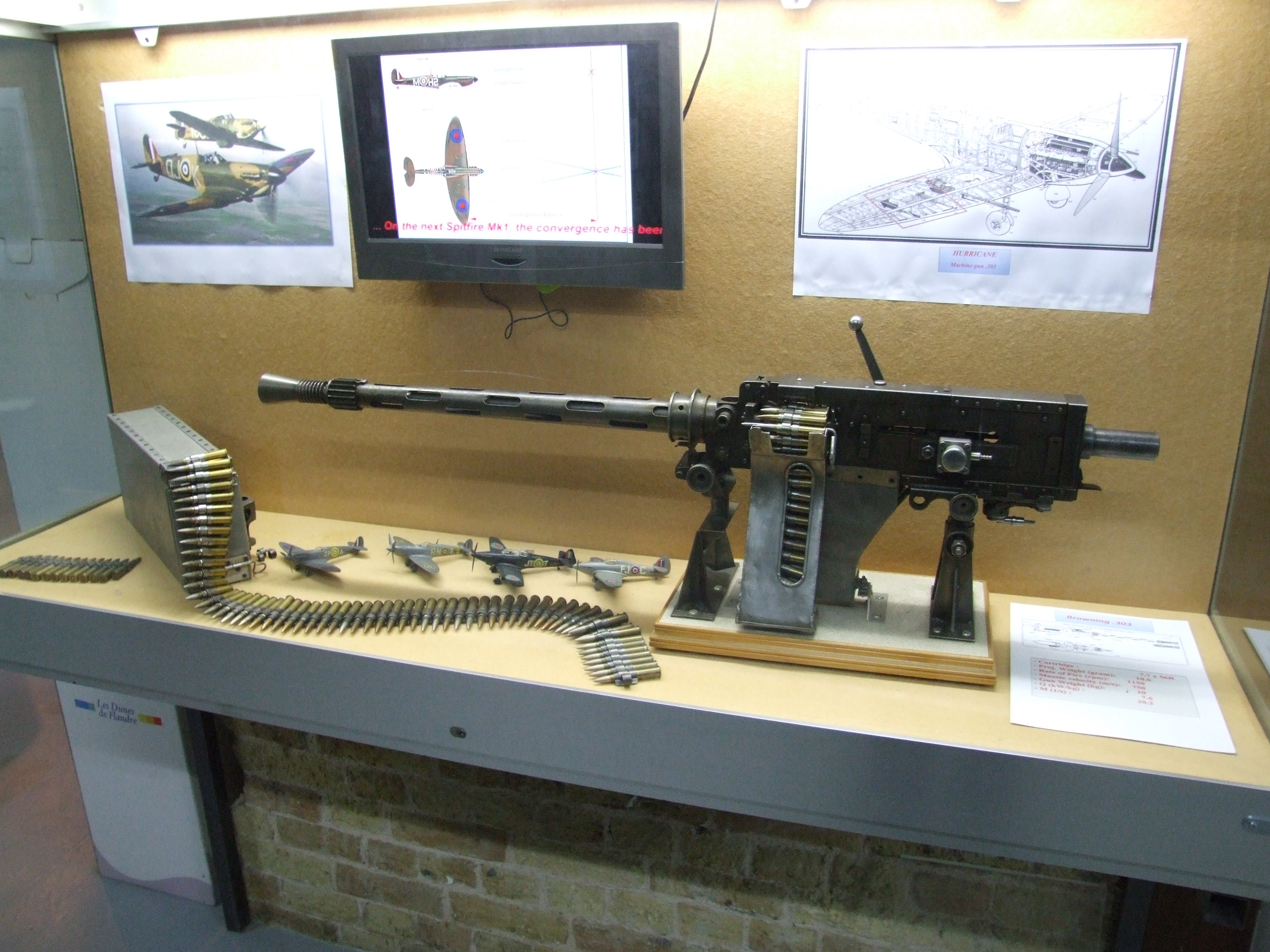
白朗寧.303 MkII航空機槍

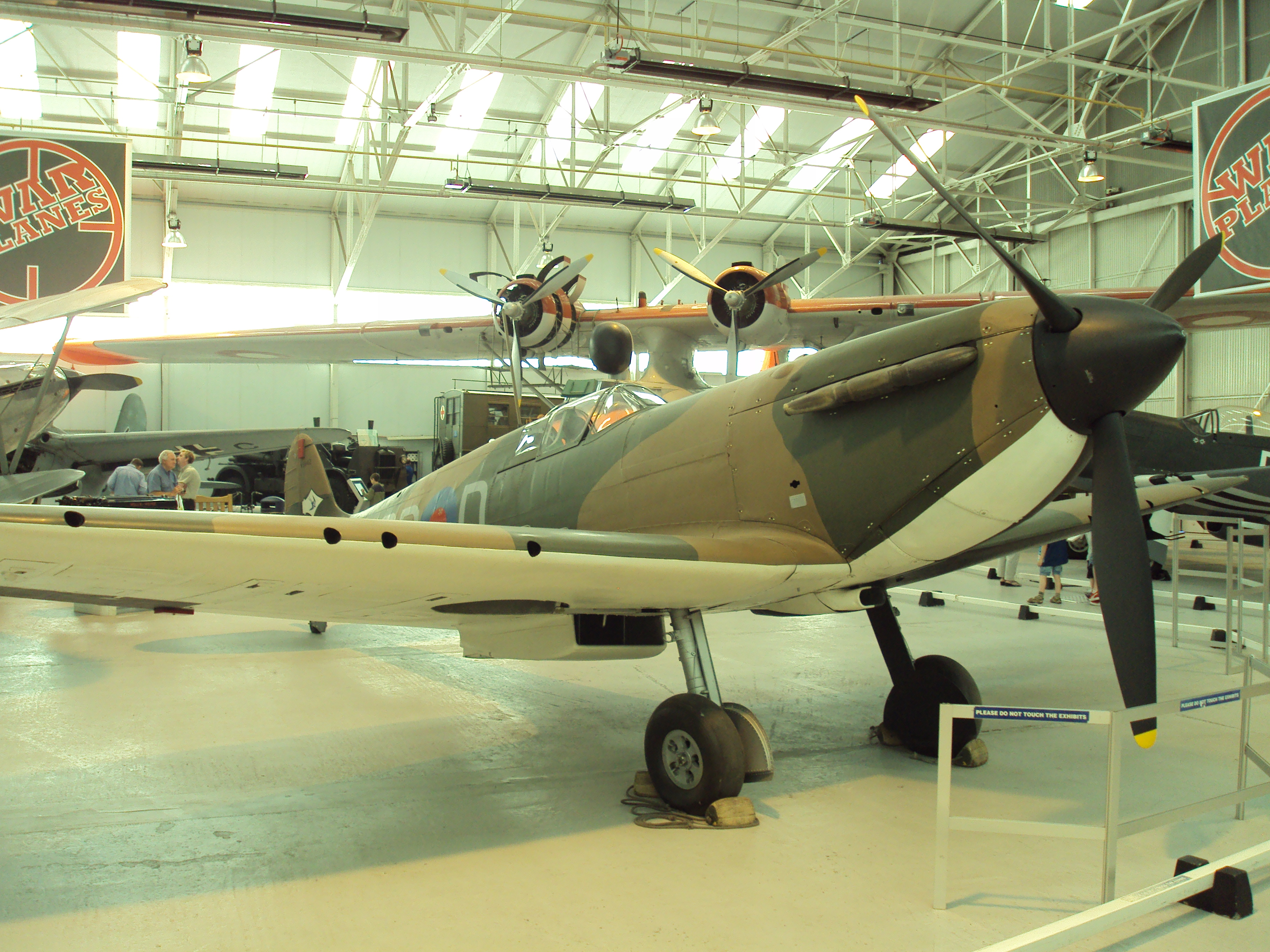
英國噴火式戰鬥機早期型的火力是機翼8挺白朗寧.303 MkII航空機槍

英國皇家空軍採用白朗寧M1919機槍後，皇家空軍所用的M1919衍生型就交由維克斯-阿姆斯特朗公司和伯明瀚輕兵器公司生產，并定型為白朗寧.303 MkII航空機槍。白朗寧.303 MkII航空機槍發射「.303英式彈（英式7.7毫米口徑子彈）」，使用液壓開火，射速為1,150發／分鐘，槍口初速將近811米／秒。該航空機槍被皇家空軍安裝在戰鬥機的機翼上，但也用作轟炸機和偵察機的機頭機槍。在戰爭臨近結束時，轟炸機上的機頭機槍被M2重機槍所取代。

### Ckm wz.32機槍
波蘭的7.92×57毫米毛瑟口徑型M1919機槍。

### Ksp M/39機槍
瑞典的6.5×55毫米和8毫米口徑型M1919A4機槍。

### Ksp M/42機槍
瑞典的6.5×55毫米和8毫米口徑型M1919A6機槍。

### Mk 21 Mod 0機槍

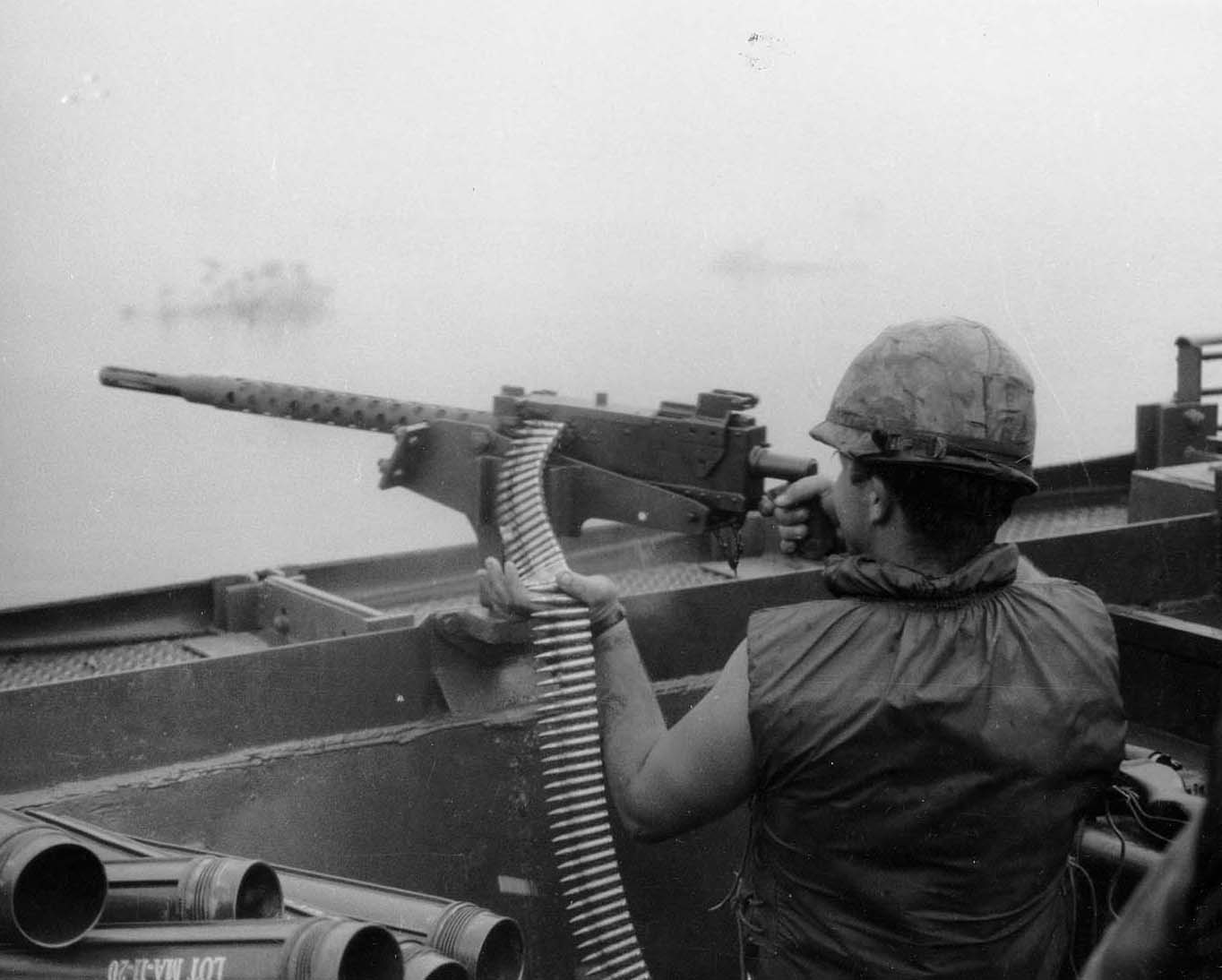
越戰期間的Mk 21

美國人在介入越南戰爭後為輕兵器創造了需求，尤其是新型的M60通用機槍。而美國海軍在第二次世界大戰和韓戰後仍擁有大量機槍，但使用的都是舊式.30-06春田步槍彈，而不是當時的新型制式彈藥7.62×51毫米NATO彈。為了將舊槍改膛至適應新子彈，美軍研製出Mk 21 Mod 0機槍。這種機槍經過改進後即可發射7.62×51毫米NATO子彈。其主要改進包括：更換了新的槍管、槍栓和供彈機蓋，同時增加了彈鏈退卸機、第二個彈鏈扣勾等零件，並在供彈裝置的前後方增加了墊片，用以適應較短的7.62毫米NATO子彈，防止用戶誤用更長的.30-06春田步槍彈。此外，在槍口還增加了一個6英寸長的消焰器來降低射擊7.62毫米NATO彈時所產生的槍口焰。
1966—1967年间，改進後的機槍進行了測試。M1919A4機槍改進後被重新命名為Mk 21 Mod 0 7.62毫米機槍，並在供彈機側蓋上用1／4英寸大小的字母刻上型號名“Machine Gun, 7.62mm / Mk 21 Mod 0”，更換後的槍管則用1／8英寸大小的字母刻上“7.62mm NATO-G”，以區別M1919A4機槍或M60機槍槍管，其中字母“G”代表其使用的帶凹槽的槍管套。
由於改進了供彈原理，Mk 21機槍只能從左側供彈。它跟M60通用機槍不同的一點是其彈鏈必須從背面朝上，這樣機槍才能抽出彈鏈。為了準備彈藥，機槍手不得不从M19A1彈藥箱取出兩條100发彈鏈，再同時把它們連在一起，最後把連好的200发彈鏈倒置裝回M19A1彈藥箱，以確保其能夠正常供彈。
Mk 21機槍使用M13彈鏈和M1彈鏈。由於美國海軍的7.62毫米NATO子彈庫存量減少，因此美國海軍使用Mk 21機槍時通常選擇M80 7.62毫米穿甲弹或M80 7.62毫米穿甲弹和M62 7.62毫米曳光彈以4:1的比例混合。

## M1919在中國

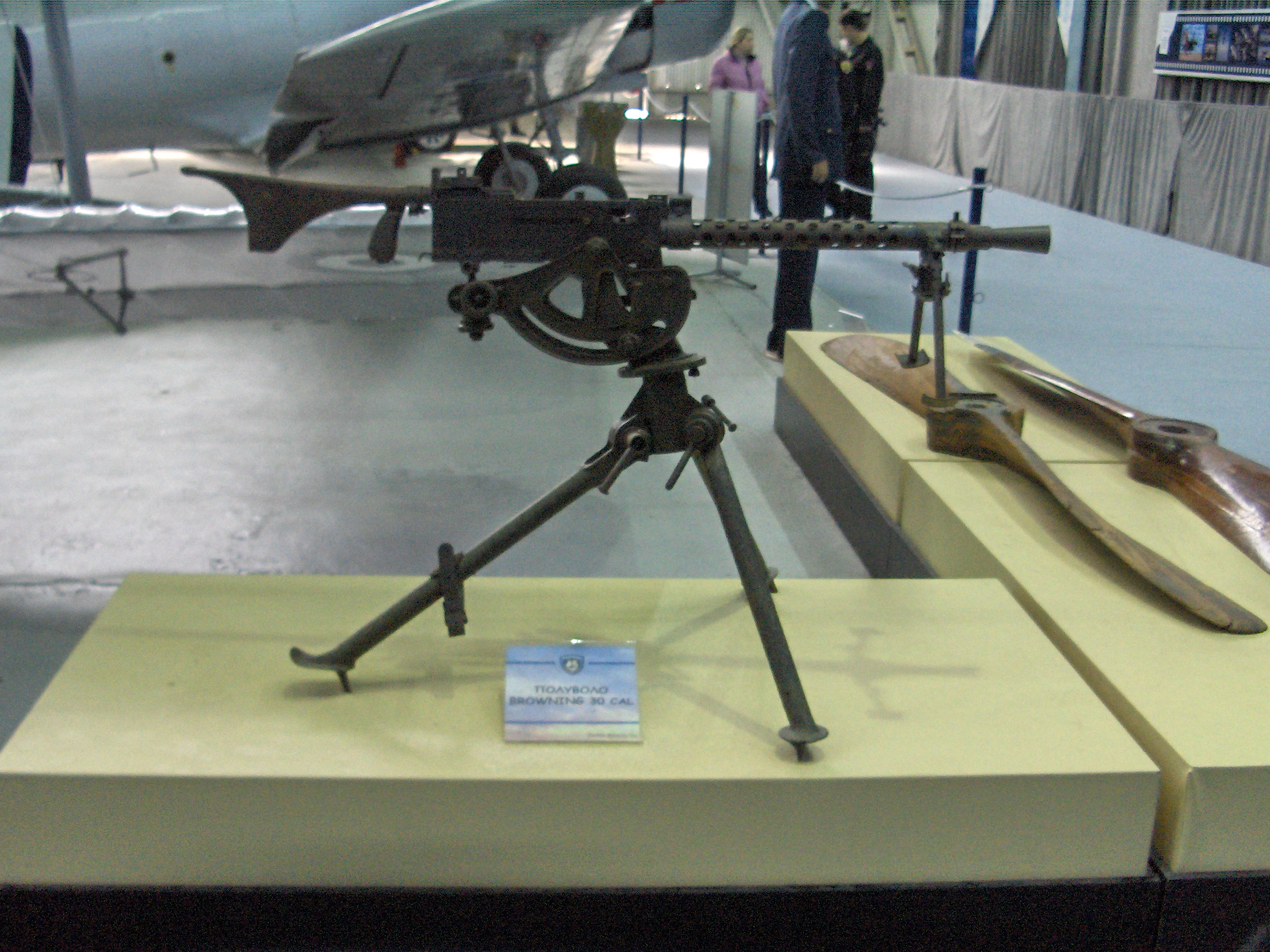
M1919A6

國民革命軍陸軍的主力武器並非美製機槍，M1919在中華民國大陸時期的主要用戶是國民革命軍空軍，由於南京國民政府在1933年與美商合資興建中央飛機製造廠組裝各式美製飛機，也一併將美系機槍帶入空軍武備清單之列，M1919機槍幾乎是1930年代採購的所有美製戰機標準武器。也因此在7.92公厘子彈大興其道的1930年代，只有國民革命軍空軍使用7.62公厘（.30-06春田步槍彈）子彈與美國原廠M1919機槍；而後美軍正式向軸心國開戰後，由於戰機上配備的多半是白朗寧M2重機槍，M1919在空軍規模上也日趨萎縮。
國民革命軍陸軍開始使用M1919始於1944年美軍協助訓練傘兵的時期，因空降部隊不適合攜帶水冷式的二四式重機槍，美軍軍援一批M1919機槍配備給傘兵團，即便是美械部隊也屬罕見的武器；在豫東會戰時，國軍傘兵編成第三快速縱隊隸屬第七兵團，歸黃百韜指揮。在帝邱店戰鬥時，均有傑出表現。
在國民政府敗退臺灣重整之際，也從美國獲得M1919機槍並配發給陸軍步兵單位使用，變成空軍淘汰但陸軍接續運用的狀況；兵工署60廠在1961年曾生產仿M1919A6的50式輕機槍，但因科技落後沒有大量配發。1961年，在採購美國機具生產的M60通用機槍（57式機槍）列裝部隊後，M1919機槍遭到取代，但是金馬外島防禦據點的M1919可考者至少到1990年代仍在編裝列內。

## 使用國家

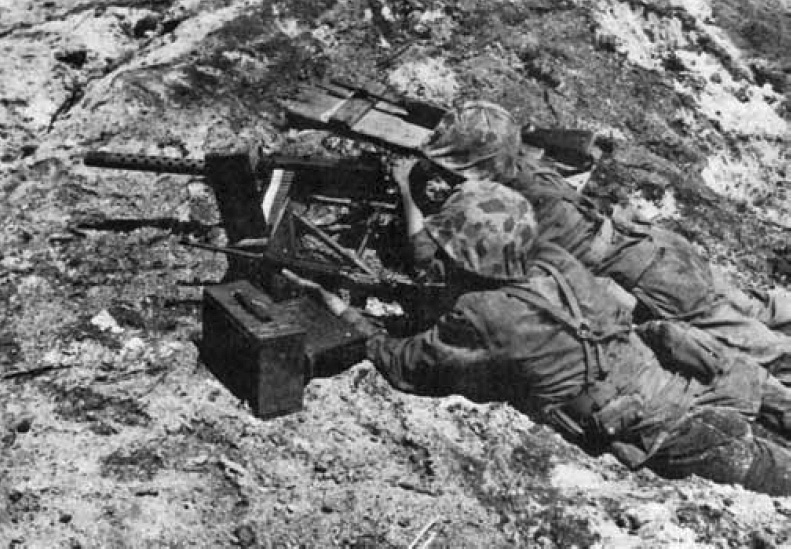
在那慕爾島使用白朗寧M1919A4作戰的美國海軍陸戰隊員

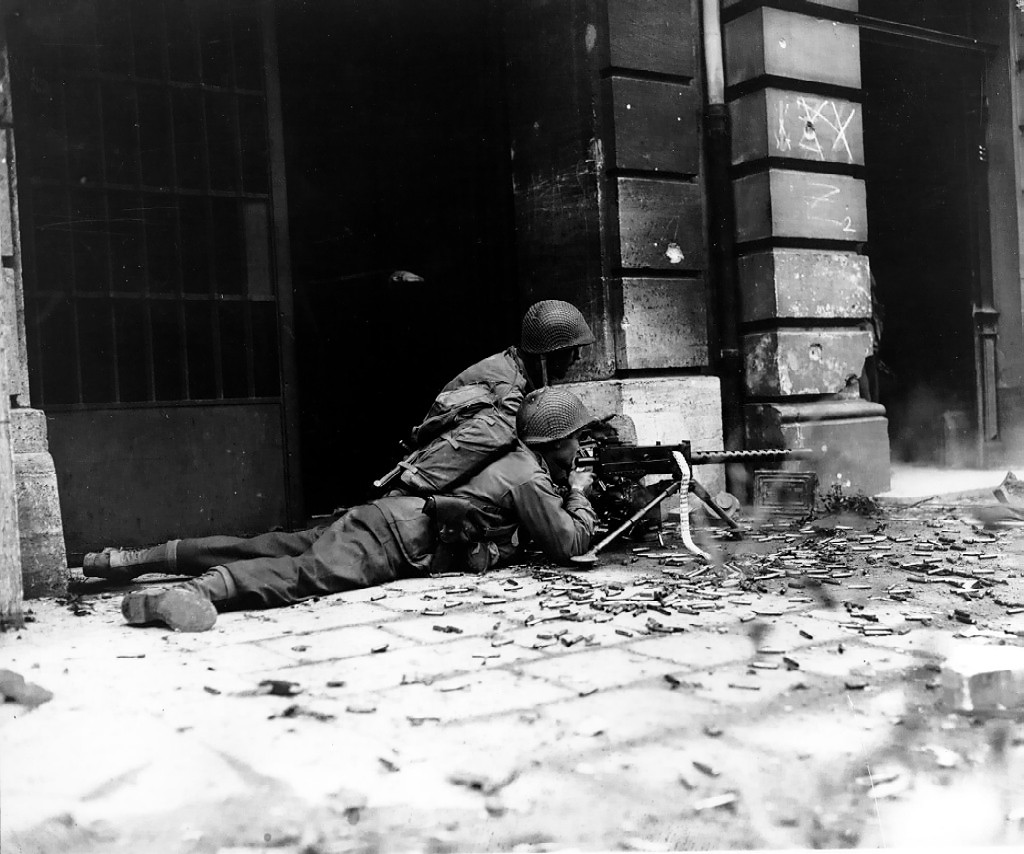
在亞琛作戰的美軍士兵

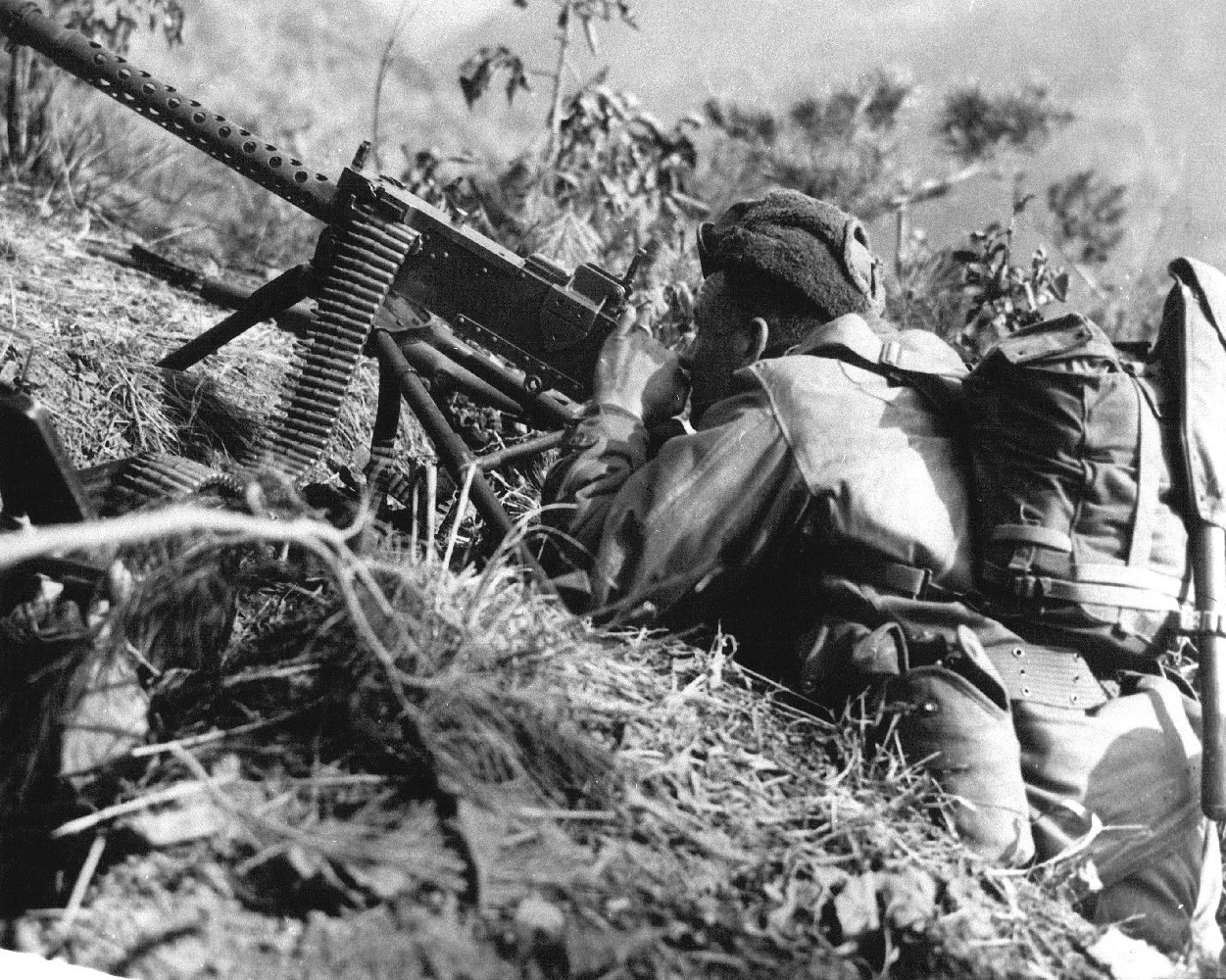
韓戰期間使用白朗寧M1919A4作戰的美軍士兵

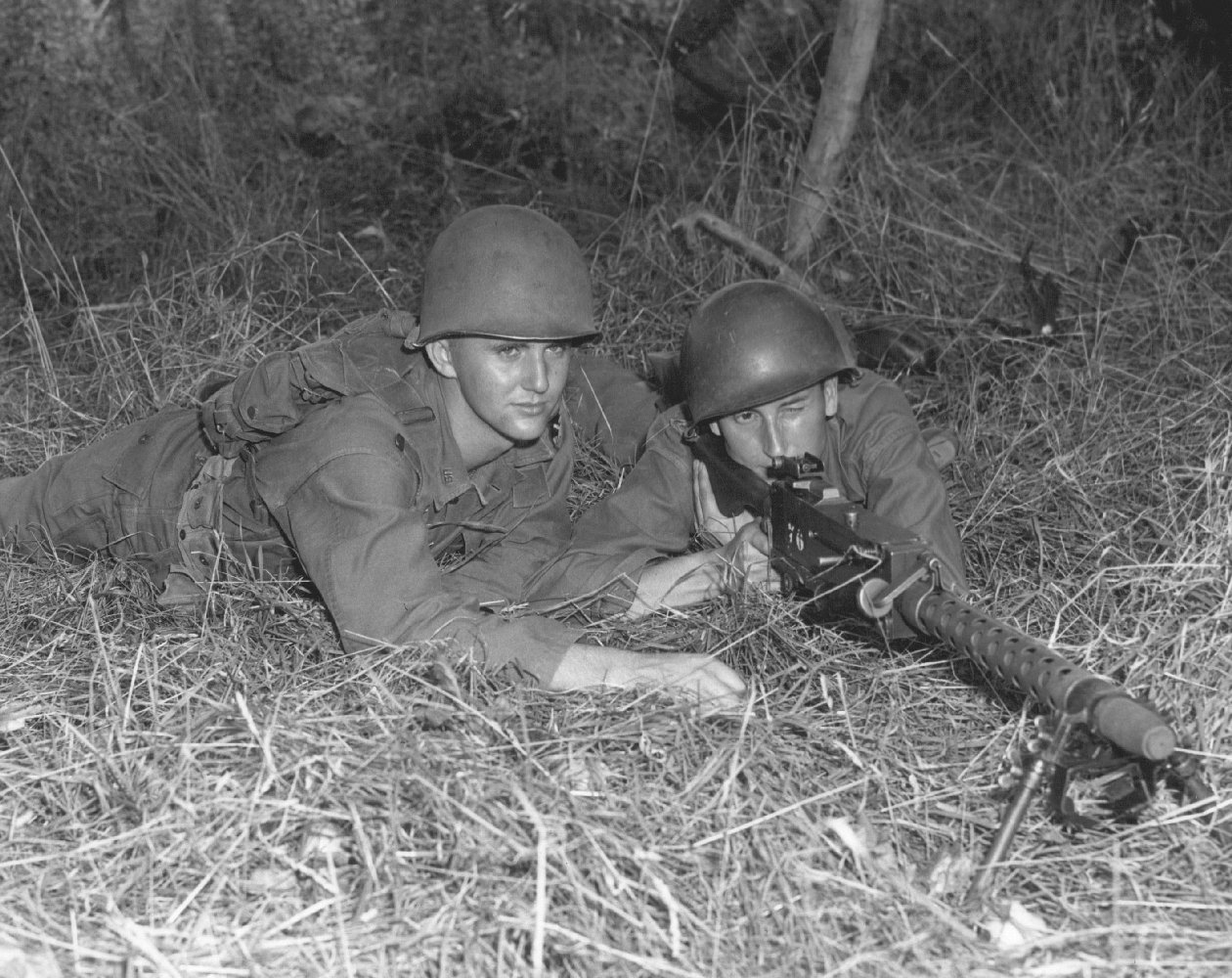
使用白朗寧M1919A6的美軍士兵

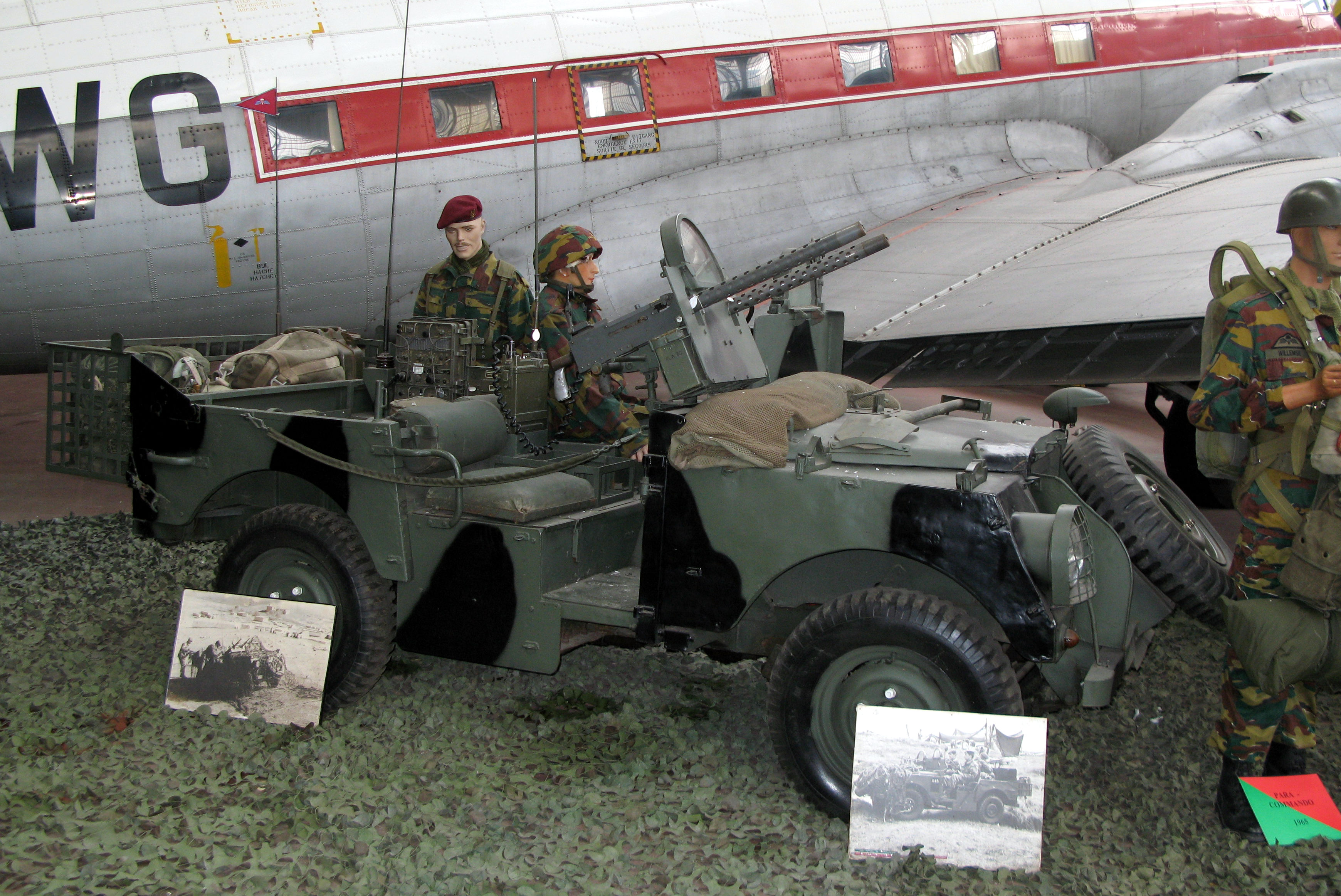
比利時傘兵的戰鬥車輛

- 阿根廷
- 奥地利
- 比利时
- 巴西
- 柬埔寨
- 加拿大
- 智利
- 中華民國
- 中华人民共和国
- 哥伦比亚
- 丹麦
- 埃及
- 薩爾瓦多
- 芬兰
- 法國
- 加彭
- 西德
- 希腊
- 海地
- 英屬香港[5]
- 印度
- 印度尼西亞
- 伊朗
- 愛爾蘭
- 以色列
- 義大利
- 日本
- 约旦
- 黎巴嫩
- 利比里亚
- 利比亞
- 盧森堡
- 毛里塔尼亚
- 墨西哥
- 摩洛哥
- 緬甸
- 尼泊尔
- 挪威
- 巴基斯坦
- 巴拿马
- 秘魯
- 波蘭第二共和國
- 葡萄牙
- 菲律賓
- 羅德西亞
- 塞爾維亞
- 南非
- 苏联
- 西班牙
- 瑞典
- 泰國
- 突尼西亞
- 土耳其
- 英国
- 美国
- 乌拉圭
- 委內瑞拉
- 越南共和国
- 越南
- 南斯拉夫
- 尚比亞

## 流行文化
M1919曾出現在二戰後拍攝的眾多電影、電視劇和電子遊戲當中，例如：

### 電視劇
- ：主角巴斯隆中士在瓜島、美國國內的新兵訓練營和硫磺島都有使用M1919的鏡頭。

### 電影
- 1985年—《猛龍怪客第三集》：由保羅·柯西（Paul Kersey，查理士·布朗遜飾演）所使用。
- 2003年—《魔鬼終結者3》：由終結者T-850（阿諾德·施瓦辛格飾演）在墓園扛著棺材攻擊警察和警車時所使用。

### 電子遊戲
- 2008年—：命名為“勃朗寧M1919”，戰役模式中由美国海军陆战队第一师所使用。聯機模式中可由所有陣營使用。
- 2017年—《決勝時刻：二戰》：M1919A4被命名為“M1919”，僅在戰役模式中由美国陸軍所使用。聯機模式中登場型號為M1919A6。
- 2018年—《5》：登場型號爲M1919A6，為支援兵武器。
- 2021年—《應徵入伍》: 可於權重V美軍機槍隊、工兵所架設的沙包機槍掩體與美製陸戰載具中使用
- 2021年—《World War Herose》：Browning M1919A6 步兵中型機槍。